# Сан-Бабила (площадь)
Пло́щадь Сан-Ба́била, пья́цца-Сан-Ба́била (итал. piazza San Babila; дословно — «площадь Святого Вавилы») — площадь в центре города Милана, Италия.

## Географическое расположение
Площадь располагается в самом центре Милана, примерно в полукилометре к востоку-северо-востоку от Пьяцца-дель-Дуомо. Образована пересечением улицы Багутта (итал. via Bagutta), проспектов Венеция (corso Venezia), Витторио-Эмануэле-II (corso Vittorio Emanuele II), Маттеотти (corso Matteotti) и Монфорте (corso Monforte), а также площади Тосканини (largo Toscanini).

## Происхождение названия
Площадь получила название по находящейся на ней базилике Сан-Бабила, которая в свою очередь была названа в честь Святого Вавилы — антиохийского епископа, погибшего мученической смертью во время преследования христиан в Римской империи около 250—251 года.

## История
Площадь была образована при воротах в древней крепостной стене, от которых начинался путь в Венецию (её начальный этап — современный проспект Венеция). В 1930-х годах площадь была существенно расширена за счёт сноса старых домов, на месте которых были возведены новые многоэтажные здания по проектам архитекторов Эмилио Ланчи, Раффаэле Меренди и Джо Понти. В 1997 году на площади был открыт большой фонтан по проекту Каччи Доминьони.

## Примечательные здания и сооружения
- Базилика Сан-Бабила. В течение длительного времени, согласно преданиям, церковь считалась старейшей церковью Милана, основанной в 46 году н. э. на месте языческого храма Солнца. Однако, по проведённым ко второй половине XIX и в XX веке археологическим и историографическим исследованиям выяснилось, что она была основана около 1096—1097 годов священником Надзарио Муриколой (итал. Nazario Muricola). Церковь многократно перестраивалась, современный фасад в неороманском стиле она получила в 1882—1905 годах, автор проекта — Паоло Чеза Бьянки[2][3].
- Львиная колонна — каменный обелиск с фигурой льва на вершине. Вопреки распространённому среди миланцев поверью, упоминаемому также в некоторых популярных источниках и путеводителях, скульптура льва представляет собой не воинский трофей, захваченный миланцами у венецианцев. Эта скульптура представляет собой олицетворение старинного символа этого миланского квартала, она была создана в 1626 году скульптором Джованни Робекко (итал. Giovanni Robecco), а в 1650 году по повелению тогдашнего магистрата Милана князя Карло Сербеллони (итал. Carlo Serbelloni) она была установлена на высокой колонне. Вплоть до реконструкции площади в 1959 году обелиск находился примерно в 150 метрах от своего нынешнего местоположения — в начале корсо Венеция, а потом был передвинут поближе к церкви, поскольку мешал уличному движению[1][4].
- Палаццо-дель-Торо[итал.] (площадь Сан-Бабила, 1, 3) — многофункционально 9-этажное здание, построенное в 1937—1940 годах архитекторами Эмилио Ланчей[итал.] и Раффаэле Меренди. Нижний этаж здания представляет собой торговую галерею, остальные этажи заняты офисами[3].
- Фонтан — построен в 1997 году по проекту архитектора Каччи Доминьони (итал. Caccia Dominioni) при реконструкции площади[1].

## Транспорт
Под площадью находится станция метро «Сан-Бабила». 1 ноября 1964 года она была открыта как составная часть первой очереди линии M1 Миланского метрополитена. 3 июля 2023 года была открыта одноимённая пересадочная станция на линии M4. По площади также проходит несколько линий городского автобуса.